# Antje Babendererde
Antje Babendererde (* 1963 in Jena) ist eine deutsche Schriftstellerin. Sie schreibt Romane für Jugendliche und Erwachsene über das Leben der Native Americans.

## Leben und beruflicher Werdegang
Antje Babendererde wurde 1963 geboren und zog im Alter von drei Jahren mit ihren Eltern nach Gotha, wo sie 1982 das Abitur an der Arnoldischule ablegte. 1983 bis 1985 machte sie eine Töpferlehre in Saalfeld. Bis 1990 war sie als Hortnerin, Töpferin und Arbeitstherapeutin in einem Fachkrankenhaus für Psychiatrie und Neurologie tätig und besaß eine eigene Töpferwerkstatt.
Seit 1996 ist sie freiberufliche Autorin mit einem besonderen Interesse an der Kultur, Geschichte und den heutigen Situationen der Native Americans in Nordamerika. Ihre Romane zu diesem Thema für Erwachsene und Jugendliche bauen auf intensive Recherchen und USA-Reisen. Außerdem ist sie Mitglied des Schriftstellerverbandes (VS) in ver.di, dessen Landesbezirksvorstand in Thüringen sie als Schriftführerin angehört. Einige von Babendererdes Romanen wurden ins Französische, Litauische, Tschechische, Ungarische und Indonesische übersetzt. Mehrere der Jugendromane sind auch als Hörbücher erschienen, von denen sich einige auf der hr2-Hörbuchbestenliste platzierten (z. B. Indigosommer).
Antje Babendererde hat zwei Kinder und lebt mit ihrem Mann in Liebengrün in Thüringen.

## Werke

### Hörbücher
- Der Gesang der Orcas, Jumbo Verlag, 2005
- Libellensommer, Jumbo Verlag, 2007
- Lakota Moon, Jumbo Verlag, 2007
- Die verborgene Seite des Mondes, Jumbo Verlag, 2008
- Indigosommer, Jumbo Verlag, 2010
- Rain Song, Jumbo Verlag, 2010
- Julischatten, Jumbo Verlag, 2012
- Isegrim, Jumbo Verlag, 2013
- Der Kuss des Raben, Jumbo Verlag, 2016
- Wie die Sonne in der Nacht, Jumbo Verlag, 2018
- Schneetänzer, Jumbo Verlag, 2019
- Sommer der blauen Wünsche, Jumbo Verlag, 2021
- Im Schatten des Fuchsmondes, Jumbo Verlag, 2022

## Preise/Auszeichnungen
Der Gesang der Orcas
- hr2-Hörbuchbestenliste (2007)
- “Prix Livrentête” Roman Junior (für “Le Chant des Orques”, 2011)

Lakota Moon
- „Buch des Monats“ (2005)
- Bad Harzburger Jugendliteraturpreis „Eselsohr“ (2006)

Libellensommer
- Sonderpreis zum Erwin-Strittmatter-Preis  (2006)
- DELIA (2007), bester deutschsprachiger Liebesroman

Indigosommer
- hr2-Hörbuchbestenliste (2010)

Julischatten
- Segeberger Feder  (2012)

Schneetänzer
- KIMI – Das Siegel für Vielfalt in Kinder- und Jugendliteratur (2019)
- Prix Lucioles Junior (für "Retour à Moosonee", 2023)

Sommer der blauen Wünsche
- DELIA-Literaturpreis Junge Liebe (2022) bester Liebesroman im Jugendbuch

Im Schatten des Fuchsmondes
- DELIA-Literaturpreis Junge Liebe (2023) bester Liebesroman im Jugendbuch

Nominierungen:
- Buxtehuder Bulle für Die verborgene Seite des Mondes (2008) und  Indigosommer (2009)